# Wynne-Preis
Der Wynne-Preis ist ein australischer Kunstpreis für Landschaftsmalerei und Bildhauerei, der 1897 aus dem Nachlass von Richard Wynne (1822–1895) als einer von Australiens ältesten Kunstpreisen gegründet wurde. Der Preis wird von der Art Gallery of New South Wales in Sydney mit dem Sir John Sulman Prize und dem Archibald-Preis vergeben.

## Hintergrund
Der Preis wird jährlich für das beste Gemälde einer australischen Landschaft in Öl- oder Wasserfarben oder für die beste Bildhauerarbeit eines australischen Künstler vergeben. Die eingereichten Werke dürfen am Tag des Anmeldeschlusses nicht älter als 12 Monate sein. Viele der bekanntesten Künstler Australiens haben den Preis bereits gewonnen, darunter William Dobell, William Beckwith McInnes, Hans Heysen, Lloyd Rees, Fred Williams, William Robinson, Eric Smith und Sali Herman.
2010 war der Preis mit A$ 25.000 dotiert. In diesem Jahr hatte Sam Leach den Preis gewonnen, jedoch wurden Plagiatsvorwürfe laut, mit denen Kritiker eine starke Ähnlichkeit seines Gemäldes mit dem Werk Boatmen Moored on the Shore of an Italian Lake von Adam Pijnacker aus dem 17. Jahrhundert monierten. Es wurde Sorge geäußert, dass der Preis an ein Gemälde gegangen war, dass nicht die Vergabekriterien erfüllte. Die Juroren der Art Gallery of New South Wales standen jedoch zu ihrer Entscheidung und bestätigten die Vergabe des Preises.

## Gewinner-Gemälde (Auswahl)

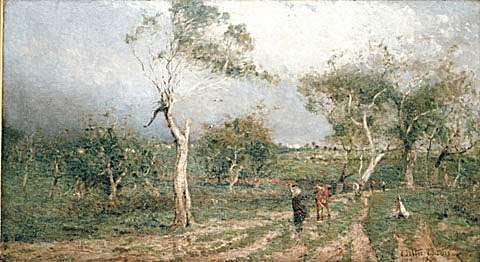
The Storm (1897) von Walter Withers, Gewinner des ersten Wynne-Preises
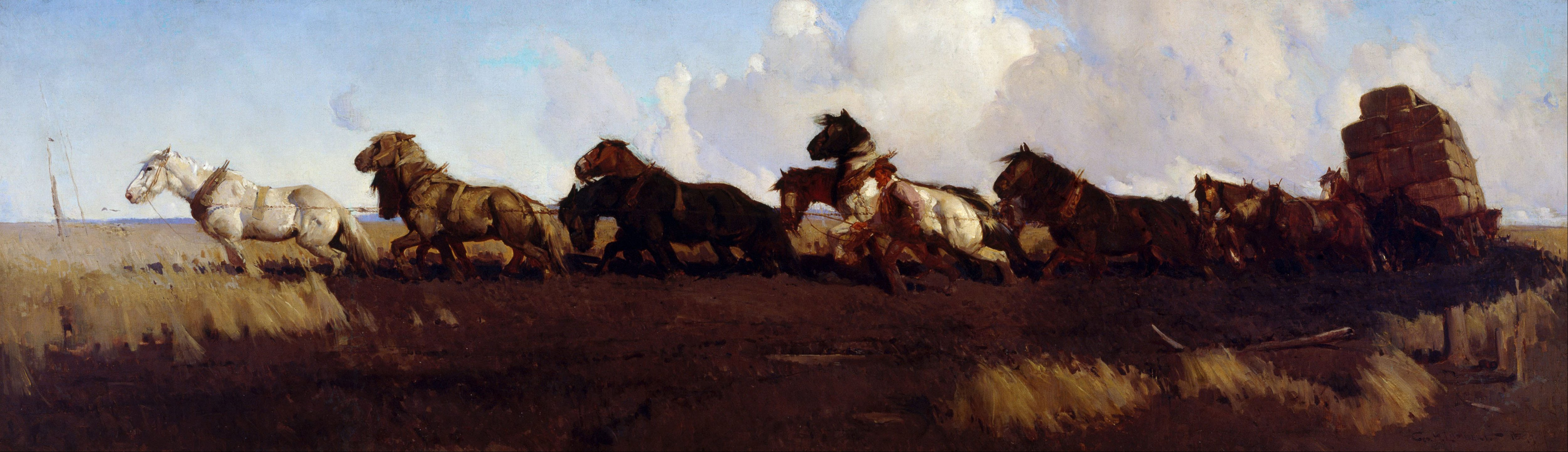
Across the black soil plains (1899) von George Washington Lambert
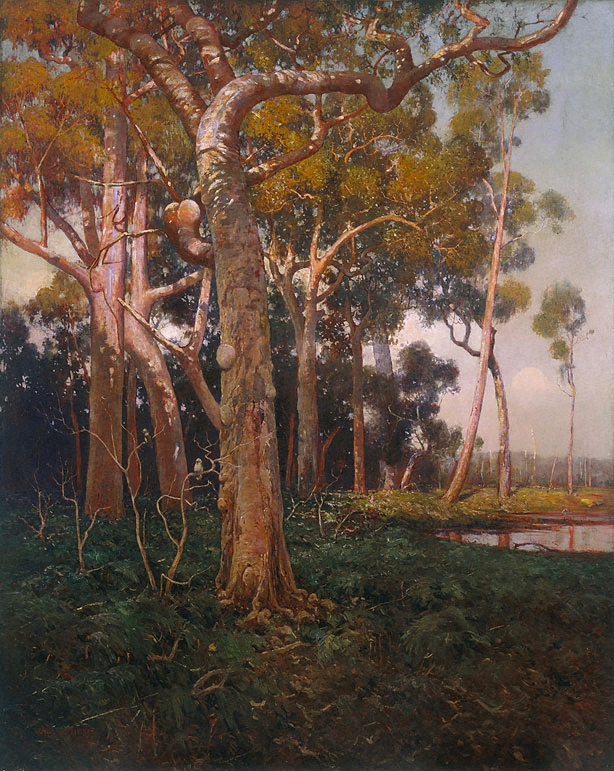
The Golden Splendour of the Bush (1906) von William Lister Lister
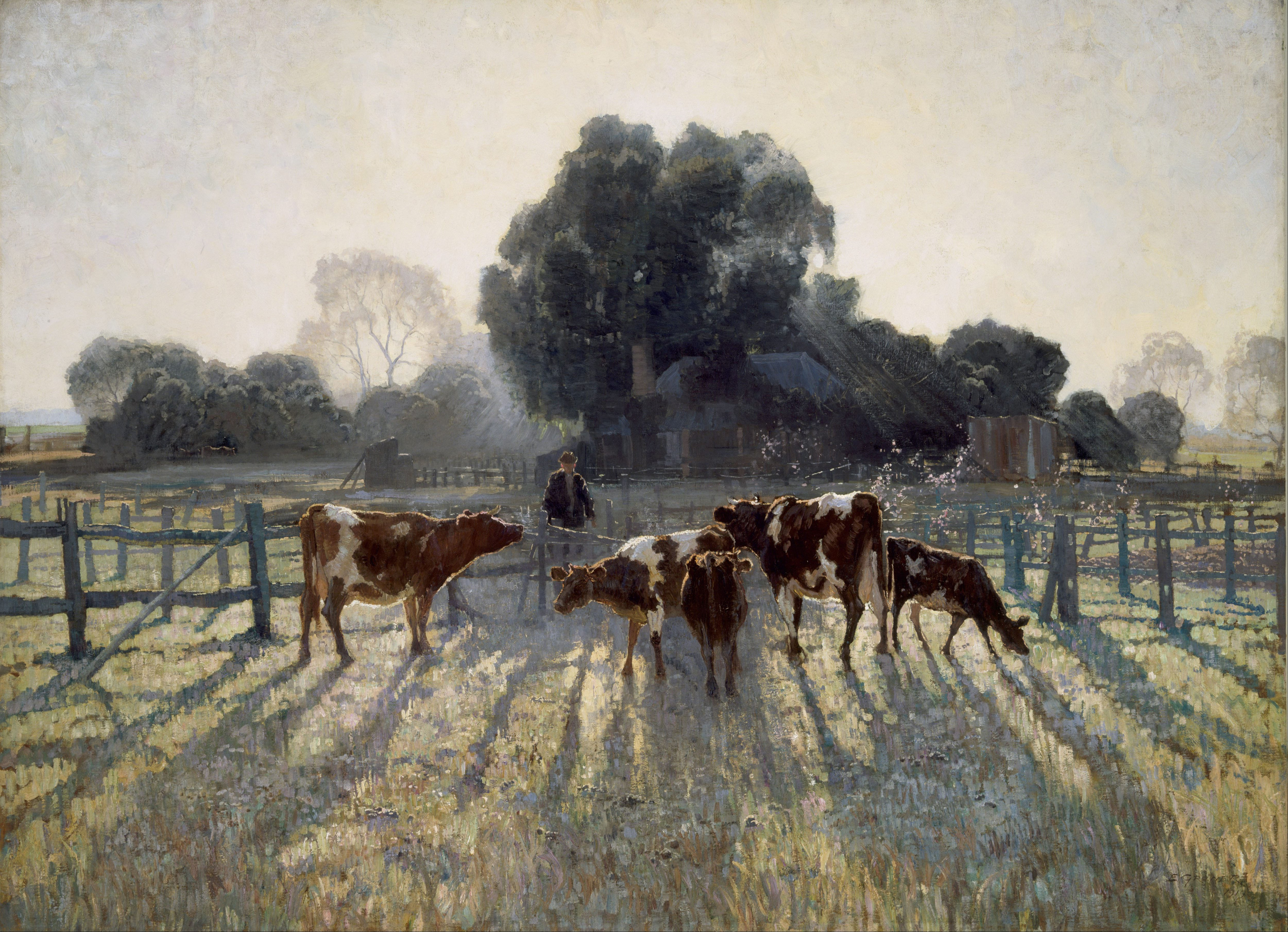
Spring Frost (1919), Freilichtmalerei von Elioth Gruner
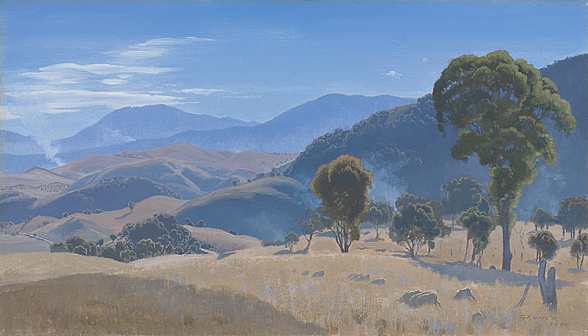
Murrumbidgee Ranges, Canberra (1934), ebenfalls von Elioth Gruner